# Alpens
Alpens es un municipio y localidad española de la provincia de Barcelona, en la comunidad autónoma de Cataluña. El término municipal tiene una población de 270 habitantes (INE 2024).

## Geografía
Está situado en el norte de la comarca del Llusanés. Su término municipal hace frontera por el oeste con el Bergadá y por el norte con el Ripollés (Gerona) y por el sureste con Osona. Alpens dista 105 km de la capital catalana y se encuentra a 35 km de la ciudad de Vic. 

## Historia
A mediados del siglo XIX, el lugar contaba con una población censada de 545 habitantes. La localidad aparece descrita en el segundo volumen del Diccionario geográfico-estadístico-histórico de España y sus posesiones de Ultramar de Pascual Madoz de la siguiente manera:

ALPENS: l. de la prov., aud. terr. y c. g. de Barcelona (12 leg.), part. jud. de Berga (4), dióc. de Solsona: sit. en la cima de un monte rodeado de otros de mayor elevacion, disfruta de buena ventilacion y clima saludable. Forman la pobl. 104 casas, la mayor parte de ellas reunidas entre si, escepto unas pocas que se hallan diseminadas por el term. en las heredades: hay una escuela de primeras letras dotada por los fondos del comun en 1,600 rs. anuales, á la que comunmente asisten unos 35 alumnos, y una igl. parr. bajo la advocacion de Sta. María, servida por un cura párroco y su teniente que tiene por aneja la igl. de San Pedro de Serrallonga dist. una hora hácia la parte del N.: el cementerio se halla junio á la igl.: inmediata á la pobl. hay una fuente de regular calidad, que solo deja de manar en tiempos de mucha sequía después de agotados dos pozos de que tambien se surte el vecindario y los demas que hay en las casas. Confina el térm. por el N. con los de las parr. de Sta. Maria de las Llosas, Santa Maria de Matamala y San Estéban de Viñolas; por el E. con el de San Pedro de Sorá, por el S. con el de San Agustín de Llusanes, y por el O. con los de Sta. Maria de Llusá y San Estéban de Comiá. El terreno es montuoso y bastante árido; las tierras que se cultivan no son de la mejor calidad; no corre por él r. alguno que le fertilice, y solo se desprenden de aquellos montes algunos arroyueios, cuyas aguas se aprovechan para mover dos molinos harineros, y regar algunos huertecillos: abunda en toda clase de pastos para los ganados y escasea en leñas á causa del gran destrozo que han sufrido los bosques en tiempos en que se hacia mucho carbon: prod.: trigo, maiz y judias en poca cantidad: cria ganado lanar, vacuno y cabrio: pobl.: 130 vec. 545 hab.: cap. prod.: 2.782,800 rs.: imp.: 69,570.
(Madoz, 1845, p. 195)

## Demografía
Alpens cuenta con una población de 270 habitantes (INE 2024).
| Gráfica de evolución demográfica de Alpens entre 1842 y 2021                                                          |
| |
| Población de derecho según los censos de población del INE. Población de hecho según los censos de población del INE. |

| 1900 | 1930 | 1950 | 1970 | 1981 | 1986 |
| ---- | ---- | ---- | ---- | ---- | ---- |
| 470  | 529  | 449  | 292  | 255  | 252  |

| 1998 | 1999 | 2000 | 2001 | 2002 | 2003 | 2004 | 2005 | 2006 |
| ---- | ---- | ---- | ---- | ---- | ---- | ---- | ---- | ---- |
| 273  | 266  | 264  | 274  | 277  | 287  | 290  | 288  | 307  |

## Lugares de interés
En la localidad existen las ruinas de una casa fortificada que data del año 1109; la Casa fuerte de Freixenet. Esta casa fortificada está catalogada como Patrimonio Artístico Español.
En su término municipal está la iglesia del siglo X de San Pedro de Serrallonga.

## Elecciones municipales
- Resultado de las elecciones municipales del año 2011.[4]

| Partido | Votos        | Concejales |
| ------- | ------------ | ---------- |
| GDA     | 149 (84'18%) | 7          |

## Símbolos
El escudo de Alpens se define por el siguiente blasón:

Escudo en forma de losange con ángulos rectos: de azur, un monte de peñas de argén moviente de la punta sobremontado de un báculo de abad de oro puesto en palo. Por timbre una corona mural de pueblo.

Fue aprobado el 2 de enero de 1991. El monte de peñas es un señal parlante, referente a la etimología del topónimo, derivada de la forma catalana "els pens", las peñas; al mismo tiempo, simboliza la Roca de Pena, un gran roque que sobresale cerca del pueblo. El báculo de encima alude al hecho que Alpens estuvo bajo jurisdicción de los abades de Ripoll.